# Светлогорский сельский совет (Криничанский район)
Светлогорский сельский совет (укр. Світлогірська сільська рада) — входит в состав
Криничанского района
Днепропетровской области
Украины.
Административный центр сельского совета находится в 
с. Светлогорское.

## Населённые пункты совета
- с. Светлогорское

## Ликвидированные населённые пункты совета
- с. Новоукраинка